# Lechenaultia
Lechenaultia es un género de plantas fanerógamas perteneciente a la familia  Goodeniaceae. Algunas especies del género son utilizadas como planta ornamental. Las especies de Lechenaultia son diversas en forma, apareciendo como árboles, arbustos, o pequeñas plantas herbáceas. Comprende 27 especies descritas y de estas, solo 10 aceptadas.

## Taxonomía
El género fue descrito por  Robert Brown y publicado en Prodromus Florae Novae Hollandiae 581. 1810.
Etimología
Lechenaultia: nombre genérico otorgado en honor de Jean-Baptiste Leschenault de la Tour,  botánico jefe de la expedición Baudin (1800-04) a Australia. El nombre genérico fue cambiado a Leschenaultia, pero volvió con Robert Brown a su ortografía original en la década de 1950. Los nombres comunes de las especies  mantiene la corrección, al igual que  el nombre de la sección.
La siguiente es una lista de los taxones incluidos en el género Lechenaultia; 
Sección
Lechenaultia  R.Br.  secc. Leschenaultia
Lechenaultia secc. Patenti D.A.Morrison
Lechenaultia brevifolia D.A.Morrison

## Especies

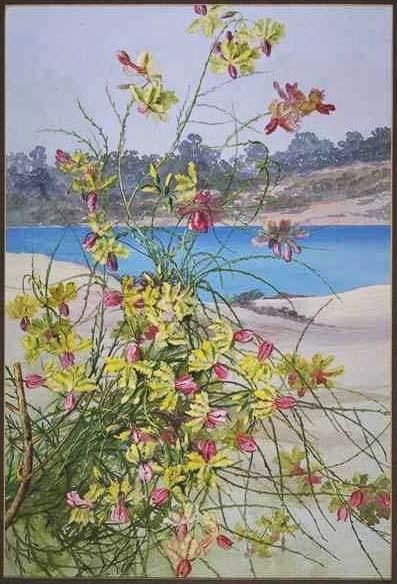
Lechenaultia_linarioides

Lechenaultia acutiloba Benth.
Lechenaultia aphylla D.A.Morrison
Lechenaultia biloba Lindl.
Lechenaultia chlorantha F.Muell.
Lechenaultia divaricata F.Muell.
Lechenaultia expansa R.Br.
Lechenaultia filiformis R.Br.
Lechenaultia floribunda Benth.
Lechenaultia formosa R.Br.
Lechenaultia heteromera Benth.
Lechenaultia hirsutaF.Muell.
Lechenaultia juncea E.Pritz.
Lechenaultia laricina Lindl.
Lechenaultia linarioides DC.
Lechenaultia longiloba F.Muell.
Lechenaultia lutescens D.A.Morrison & Carolin
Lechenaultia ovata  D.A.Morrison
Lechenaultia papillata  D.A.Morrison
Lechenaultia pulvinaris C.A.Gardner
Lechenaultia stenosepala E.Pritz.
Lechenaultia striata F.Muell.
Lechenaultia subcymosa C.A.Gardner & A.S.George
Lechenaultia superba  F.Muell.
Lechenaultia tubiflora  R.Br.